# Malacomyini
Malacomyini – monotypowe plemię ssaków z podrodziny myszy (Murinae) w obrębie rodziny myszowatych (Muridae).

## Rozmieszczenie geograficzne
Plemię obejmuje gatunki występujące w Afryce.

## Morfologia
Długość ciała (bez ogona) 68–125 mm, długość ogona 105–142 mm, długość ucha 18 mm, długość tylnej stopy 17–21 mm; masa ciała około 10 g.

## Systematyka
Plemię wyodrębnił w 2017 roku francusko-południowoafrykański zespół zoologów (Francuzi Christiane Denys, Émilie Lecompte, Alain Dubois oraz Południowoafrykańczyk Taylor) w artykule zatytułowanym Diagnozy i zawartość nowych afrykańskich i euroazjatyckich plemion Murinae (Rodentia, Muridae), opublikowanym w czasopiśmie „Dumerilia ”. Rodzaj zdefiniował w 1877 roku francuski zoolog Alphonse Milne-Edwards w artykule zatytułowanym O niektórych nowych ssakach i skorupiakach, opublikowanym w czasopiśmie „Bulletin de la Société philomathique de Paris”. Gatunkiem typowym jest (oznaczenie monotypowe) błotnoszczurek wielkouchy (M. longipes).

### Etymologia
Malacomys: gr. μαλακος malakos ‘miękki’; μυς mus, μυος muos ‘mysz’.

### Podział systematyczny
Do plemienia należy jeden rodzaj błotnoszczurek (Malacomys) wraz z gatunkami:
| Grafika | Gatunek             | Autor i rok opisu   | Nazwa zwyczajowa          | Podgatunki         | Rozmieszczenie geograficzne | Podstawowe wymiary                           | Status IUCN |
| ------- | ------------------- | ------------------- | ------------------------- | ------------------ | --- | -------------------------------------------- | ----------- |
|         | Malacomys longipes  | Milne-Edwards, 1877 | błotnoszczurek wielkouchy | gatunek monotypowy | od skrajnie południowo-wschodniej Nigerii na wschód do Jeziora Wiktorii, na południe do skrajnie północno-wschodniej Angoli i północno-zachodniej Zambii; również wyspa Bioko (Gwinea Równikowa); zakres wysokości: do 2230 m n.p.m. | DC: 13,5–17,5 cm DO: 17–20 cm MC: 94–120 g   | LC          |
|         | Malacomys cansdalei | Ansell, 1958        | błotnoszczurek dżunglowy  | gatunek monotypowy | górne gwinejskie lasy w Afryce Zachodniej, na zachód od rzeki Wolta (wschodnia Liberia, Wybrzeże Kości Słoniowej i Ghana) | DC: 13,3–16,2 cm DO: 17,8–21 cm MC: 63–101 g | LC          |
|         | Malacomys edwardsi  | Rochebrune, 1885    | błotnoszczurek nizinny    | gatunek monotypowy | górne gwinejskie lasy w Afryce Zachodniej, na zachód od rzeki Niger (od Gwinei na wschód do południowo-zachodniej Nigerii) | DC: 12,6–16 cm DO: 15,5–18 cm MC: 46–80 g    | LC          |

Kategorie IUCN:  LC  – gatunek najmniejszej troski.